# Sébazac-Concourès
Sébazac-Concourès – miejscowość i gmina we Francji, w regionie Oksytania, w departamencie Aveyron. W 2013 roku jej populacja wynosiła 3237 mieszkańców. 